# Aire d'attraction de Beaumont-de-Lomagne
L'aire d'attraction de Beaumont-de-Lomagne est un zonage d'étude défini par l'Insee pour caractériser l’influence de la commune de Beaumont-de-Lomagne sur les communes environnantes. Publiée en octobre 2020, elle se substitue à l'aire urbaine de Beaumont-de-Lomagne, qui se composait d'une commune dans le zonage de 2010.

## Définition
L’aire d’attraction d'une ville est composée d’un pôle, défini à partir de critères de population et d’emploi ainsi que d’une couronne constituée des communes dont au moins 15 % des actifs travaillent dans le pôle. Le pôle d’attraction constitue ainsi un point de convergence des déplacements domicile-travail,.

## Type et composition
L’aire d'attraction de Beaumont-de-Lomagne est une aire intra-départementale qui comporte 11 communes dans le Tarn-et-Garonne.
Elle est catégorisée dans les aires de moins de 50 000 habitants, une catégorie qui regroupe 16,6 % de la population d'Occitanie et 12,2 % au niveau national.

### Carte

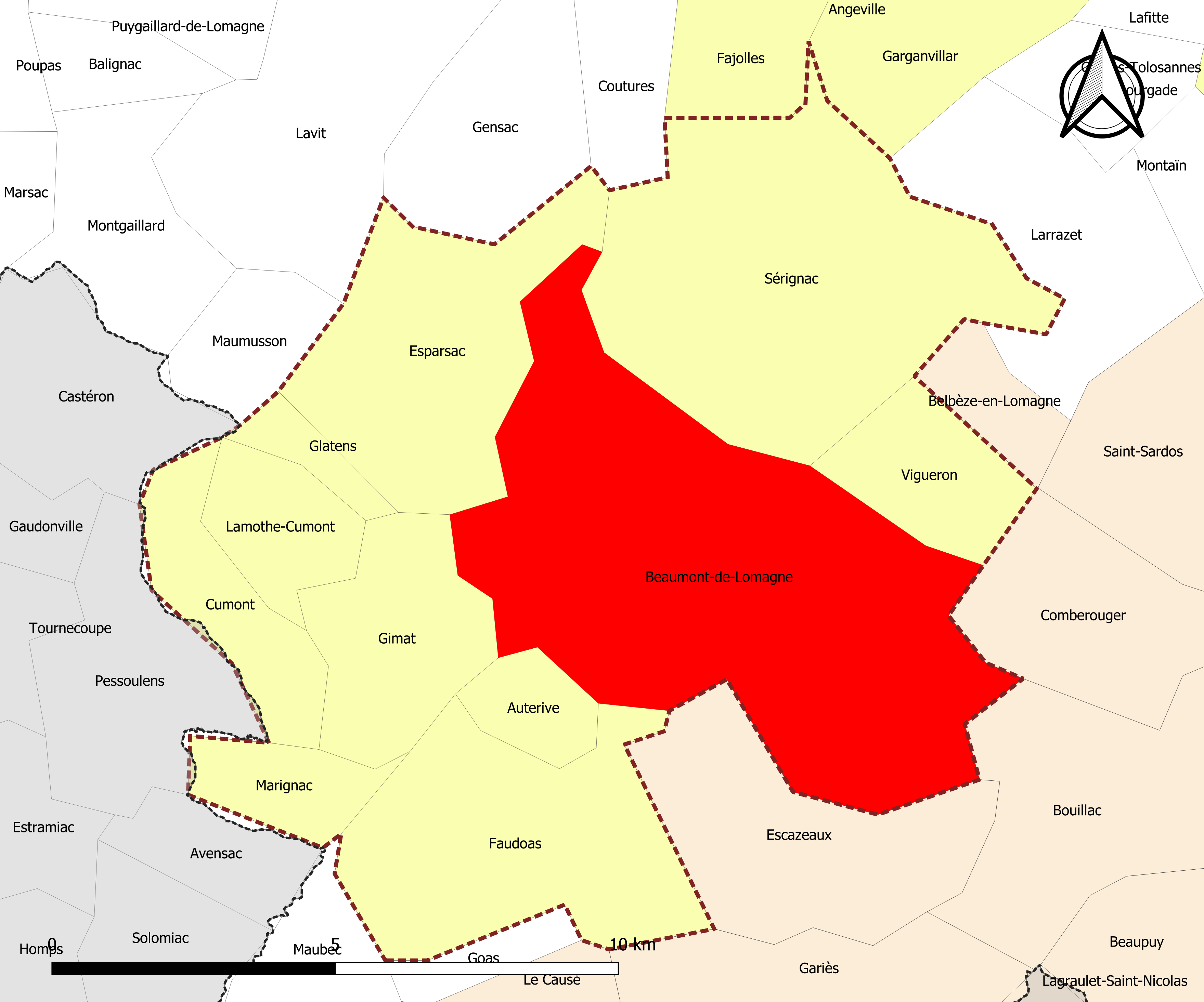
Carte de l'aire d'attraction de Beaumont-de-Lomagne.
Commune-centre
Commune de la couronne

### Composition communale
| Nom                                  | Code Insee | Département     | Statut                 | Superficie (km2) | Population (dernière pop. légale) | Densité (hab./km2) | Modifier                                    |
| ------------------------------------ | ---------- | --------------- | ---------------------- | ---------------- | --------------------------------- | ------------------ | ------------------------------------------- |
| Beaumont-de-Lomagne (commune-centre) | 82013      | Tarn-et-Garonne | commune-centre         | 46,16            | 3 754 (2022)                      | 81                 | modifier les données · modifier les données |
| Auterive                             | 82006      | Tarn-et-Garonne | commune de la couronne | 3,68             | 65 (2022)                         | 18                 | modifier les données · modifier les données |
| Cumont                               | 82047      | Tarn-et-Garonne | commune de la couronne | 7,35             | 51 (2022)                         | 6,9                | modifier les données · modifier les données |
| Esparsac                             | 82055      | Tarn-et-Garonne | commune de la couronne | 17,44            | 254 (2022)                        | 15                 | modifier les données · modifier les données |
| Faudoas                              | 82059      | Tarn-et-Garonne | commune de la couronne | 18,95            | 292 (2022)                        | 15                 | modifier les données · modifier les données |
| Gimat                                | 82068      | Tarn-et-Garonne | commune de la couronne | 10,10            | 231 (2022)                        | 23                 | modifier les données · modifier les données |
| Glatens                              | 82070      | Tarn-et-Garonne | commune de la couronne | 2,31             | 68 (2022)                         | 29                 | modifier les données · modifier les données |
| Lamothe-Cumont                       | 82091      | Tarn-et-Garonne | commune de la couronne | 5,35             | 126 (2022)                        | 24                 | modifier les données · modifier les données |
| Marignac                             | 82103      | Tarn-et-Garonne | commune de la couronne | 5,07             | 102 (2022)                        | 20                 | modifier les données · modifier les données |
| Sérignac                             | 82180      | Tarn-et-Garonne | commune de la couronne | 32,43            | 521 (2022)                        | 16                 | modifier les données · modifier les données |
| Vigueron                             | 82193      | Tarn-et-Garonne | commune de la couronne | 6,33             | 120 (2022)                        | 19                 | modifier les données · modifier les données |